# Platella muelleri
Platella muelleri är en kräftdjursart som beskrevs av H.S. Puri 1960. Platella muelleri ingår i släktet Platella och familjen Cytherellidae. Inga underarter finns listade i Catalogue of Life.